# Andrew Selby
Andrew Selby (ur. 25 grudnia 1988) – walijski bokser.
Największym osiągnięciem zawodnika jest mistrzostwo Europy amatorów w 2011 roku w wadze muszej. Podczas igrzysk olimpijskich w Londynie (2012) przegrał swój ćwierćfinałowy pojedynek z Robeisy Ramírezem z Kuby.